# بورتلاند ترايل بلايزرز
نادي بورتلاند ترايل بلايزرز (بالإنجليزية: Portland Trail Blazers)‏ هو نادي كرة سلة من بورتلاند، أوريغون، الولايات المتحدة الأمريكية. تأسس عام 1970.

## ألوان الفريق
الأحمر والأسود والفضي.

## سجل بطولات الفريق
فاز مرة واحدة ببطولة الدوري الأمريكي لكرة السلة للمحترفين في العام:
1977.

## وصلات خارجية
- موقع النادي الرسمي